# Рудник Амбатові
Рудник Амбатові – гірничодобувний майданчик на острові Мадагаскар.
Копальня почала вилучення руди з нікель-кобальтового родовища Амбатові у 2010 році (втім, первісно вона накопичувалась у сховищах, оскільки створений в межах того ж проекту металургійний завод Таматаве ввели в дію лише у 2012-му).
Видобуток ведуть відкритим способом із приповерхневого шару. Збагачувальна фабрика здійснює підготовку руди, після чого отриманий концентрат транспортують по пульпопроводу Амбатові – Таматаве.
В 2017-му вилучили 7,1 млн тонн руди та випустили 4,1 млн тонн концентрату (крім того, було вибрано 3,1 млн тонн розкривних порід), що дозволило металургійному заводу випустити 35 тисяч тонн нікелю та 3 тисячі тонн кобальту. В 2021-му вилучили 7,9 млн тонн руди (та 2,1 млн тонн розкривних порід), при цьому плавильне виробництво випустило 29 тисяч тонн нікелю та 2 тисячі тонн кобальту.
Розробку родовища провадить Ambatovy Nickel Project JV, учасниками якої на момент запуску були канадсбка Sherrit International (40%), японська Sumitomo та корейська Korean Resources Corporation (по 27,5%), а також канадська інжинірингова компанія SNC Lavalin (5%). В 2015-му SNC Lavalin продала свою частку Sumitomo, а в 2017 – 2020 роках з проекту вийшла Sherrit International, після чого долі Sumitomo та Korean Resources Corporation стали дорівнювати 54,2% та 45,8% відповідно.